# Aleksandra Fedoriva
Aleksandra Andreyevna Fedoriva (em russo:  Александра Андреевна Федорива; Moscou, 13 de setembro de 1988) é uma velocista russa.
Começou a carreira como barreirista, vencendo os 100 m c/ barreiras no Campeonato Europeu de Atletismo Júnior de 2007. No ano seguinte, passando a correr os 100 m rasos, integrou o revezamento russo 4x100 m nos Jogos Olímpicos de Pequim, e junto com Yuliya Chermoshanskaya, Yuliya Gushchina e Yevgenia Polyakova, conquistou a medalha de ouro da prova, com a marca de 42s31. Porém em 16 de agosto de 2016 o Comitê Olímpico Internacional desclassificou a equipe russa devido ao doping de Chermoshanskaya por uso de estanozolol e turinabol.
Passando a correr distâncias maiores a partir de 2009, foi medalha de bronze nos 200 m do Campeonato Europeu de Atletismo de 2010, em Barcelona. Em 2011 estreou nos 400 m em pista coberta, ganhando a prova no campeonato russo em 51s18.
Fedoriva começou 2012 com uma forte participação no Campeonato Mundial de Atletismo em Pista Coberta, realizado em Istambul, na Turquia, ganhando a medalha de prata nos 400 m e o bronze integrando o revezamento 4x400 m russo. Em Londres 2012, porém, não teve boa participação, disputando os 200 m sem conseguir chegar à final.